# Feld am See
Feld am See (tiếng Slovene: Obernšec) là một đô thị thuộc huyện Villach-Land trong bang Carinthia, Áo. Đô thị nằm trong thung lũng Gegendtal của dãy núi Nock bên bờ Brennsee (hay Feldsee).

## Đô thị giáp ranh
| Radenthein |  | Bad Kleinkirchheim |
| Ferndorf   |  |                    |
| Fresach    |  | Afritz am See      |